# Fennovoima
Fennovoima är ett finländskt energibolag som planerar att bygga ett kärnkraftverk i Pyhäjoki i Norra Österbotten. Bolaget grundades år 2007.

## Ägare
Fennovoima har två ägare, Voimaosakeyhtiö SF med 66 % och RAOS Voima med 33 %. Voimaosakeyhtiö SF har en bred ägarbas av industriföretag, energiföretag och kommuner. Bland ägarna kan nämnas Outokumpu, SSAB, Fortum och Uleåborgs stad. Eon AG ägde till en början en andel på 33 %, men beslöt att avsluta sin affärsverksamhet i Finland år 2012. Det blev då ryska Rosatom som tog över Eons andel via sitt dotterbolag RAOS Voima.

## Hanhikivi kärnkraftverk
Hanhikivi 1 är Fennovoimas projektnamnet för deras kärnkraftverk. Fennovoima ansökte om principbeslut för kärnkraftverket i januari 2009, vilket Finlands riksdag godkände i maj 2010. Fennovoima har valt Rosatoms 1200 MWe VVER som design för kärnkraftverket.